# 黑森-達姆施塔特的埃米爾
黑森-達姆施塔特的埃米爾（德語：Emil von Hessen-Darmstadt，1790年9月3日—1856年4月30日），黑森大公路德維希一世的幼子，母親是黑森-達姆施塔特的路易絲。

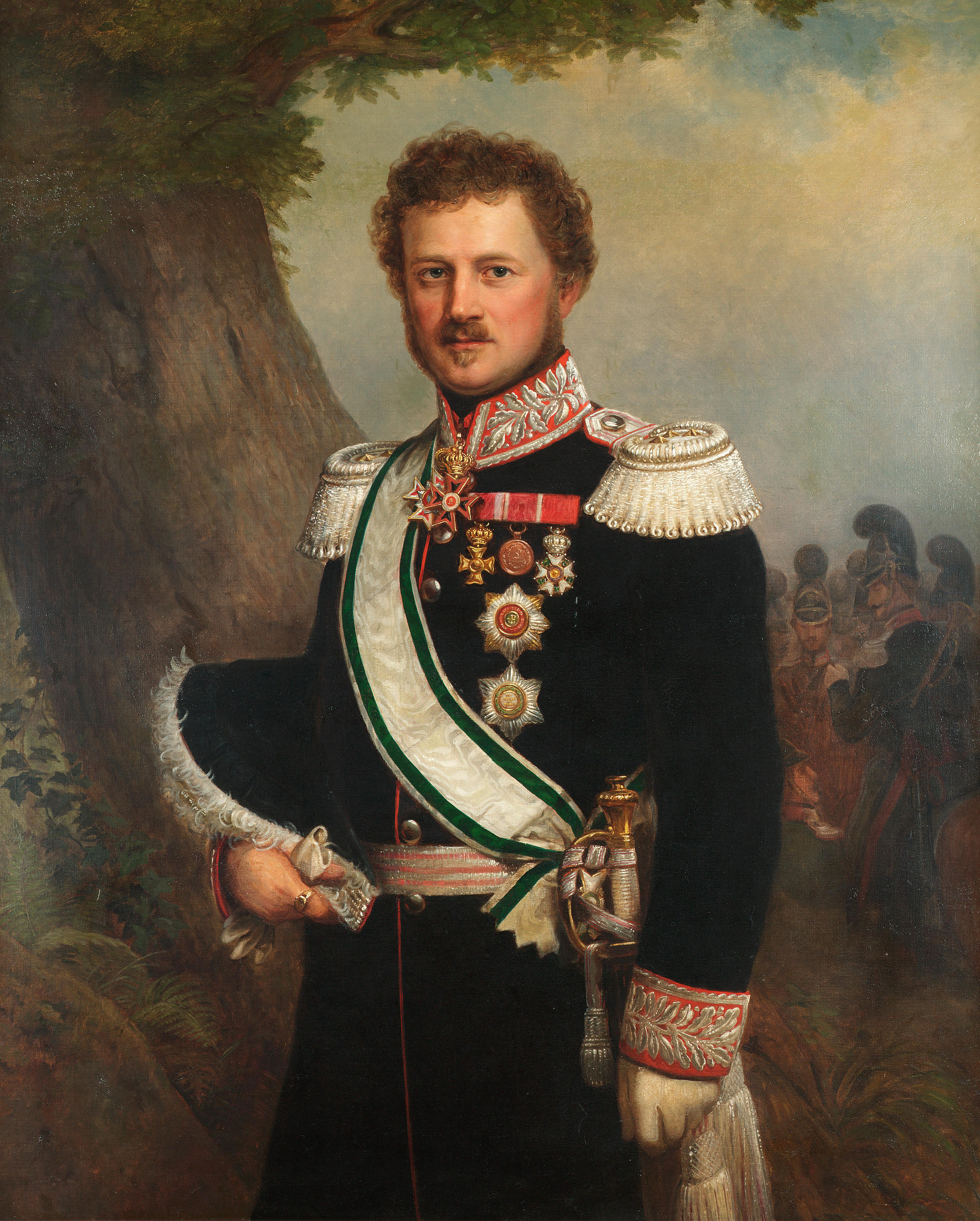